# Копиц, Ян
Ян Ко́пиц (чеш. Jan Kopic; родился 4 июня 1990 года) — чешский футболист, полузащитник клуба «Виктория Пльзень» и сборной Чехии.

## Клубная карьера
Ян Копиц начал заниматься футболом в возрасте пяти лет в клубе «Гумполец», куда его привёл отец. В четырнадцать лет перешёл в юношескую команду «Высочины», где уже играл его брат Милан.  С 2008 по 2010 годы играл в различных юношеских лигах. Летом 2010 года был отдан в аренду в «Зенит» из города Часлав. Сыграв за «Зенит» 12 матчей и забив два мяча, через полгода вернулся в «Высочину», где был переведён в первую команду.

### Баумит Яблонец
Летом 2011 года перешёл в клуб «Баумит Яблонец» из города Яблонец-над-Нисоу, где сразу попал в основной состав. 17 мая 2013 года Копиц принял участие в финале Кубка Чехии против «Млады-Болеслав», где сначала сравнял счёт в поединке (основное время закончилось 2:2), а потом забил решающий мяч в серии пенальти. Тем самым помог «Яблонцу» завоевать Кубок.
17 августа 2013 года забил два мяча в матче со «Зноймо», а матч закончился результативной ничьей 5:5. 22 августа забил мяч в первом домашнем матче предварительного раунда Лиги Европы с «Бетисом» из Севильи. Матч закончился поражением «Баумита» со счётом 1:2.

### Виктория Пльзень
17 июня 2015 года перешёл в пльзеньскую «Викторию», подписав трёхлетний контракт, и получил футболку с 10-м номером, таким же, какой был у него в «Яблонце». Также 10-й номер до него был у легенды клуба Павла Горвата. Подробности трансфера не разглашались, но известно, что в обратном направлении, в «Яблонец» перешли нападающие «Виктории» Томаш Вагнер и Стантислав Тецл.
18 июля 2015 года стал обладателем Суперкубка Чехии. В этом матче «Виктория» обыграла либерецкий «Слован» со счётом 2:1.

## Карьера в сборной
С 2011 года Ян выступал за сборные Чехии до 20 и до 21 года.
В главной сборной дебютировал 3 июня 2014 года в товарищеском матче в Оломоуце против Австрии, где чехи проиграли со счётом 1:2. Свой второй матч за сборную провёл 3 сентября 2015 года в отборочном матче чемпионата Европы 2016 против сборной Казахстана. Матч завершился победой Чехии 2:1.

### Статистика выступлений за сборную
| Матчи за сборную Чехии | Матчи за сборную Чехии | Матчи за сборную Чехии | Матчи за сборную Чехии | Матчи за сборную Чехии | Матчи за сборную Чехии  | Матчи за сборную Чехии |
| ---------------------- | ---------------------- | ---------------------- | ---------------------- | ---------------------- | ----------------------- | ---------------------- |
| №                      | Дата                   | Оппонент               | Счёт                   | Голы                   | Соревнование            |                        |
| 1                      | 3 июня 2014            | Австрия                | 1:2                    | -                      | Товарищеский матч       |                        |
| 2                      | 3 сентября 2015        | Казахстан              | 2:1                    | -                      | Отборочный матч ЧЕ-2016 |                        |
| 3                      | 31 августа 2016        | Армения                | 3:0                    | 1                      | Товарищеский матч       |                        |
| 4                      | 4 сентября 2016        | Северная Ирландия      | 0:0                    | -                      | Отборочный матч ЧМ-2018 |                        |
| 5                      | 15 ноября 2016         | Дания                  | 1:1                    | -                      | Товарищеский матч       |                        |
| 6                      | 1 сентября 2017        | Германия               | 1:2                    | -                      | Отборочный матч ЧМ-2018 |                        |
| 7                      | 5 октября 2017         | Азербайджан            | 2:1                    | 1                      | Отборочный матч ЧМ-2018 |                        |
| 8                      | 8 октября 2017         | Сан-Марино             | 5:0                    | 1                      | Отборочный матч ЧМ-2018 |                        |
| 9                      | 8 ноября 2017          | Исландия               | 2:1                    | -                      | Товарищеский матч       |                        |
| 10                     | 11 ноября 2017         | Катар                  | 1:0                    | -                      | Товарищеский матч       |                        |
| 11                     | 23 марта 2018          | Уругвай                | 0:2                    | -                      | Товарищеский турнир     |                        |
| 12                     | 26 марта 2018          | Китай                  | 4:1                    | -                      | Товарищеский турнир     |                        |
| 13                     | 1 июня 2018            | Австралия              | 0:4                    | -                      | Товарищеский матч       |                        |
| 14                     | 6 июня 2018            | Нигерия                | 1:0                    | -                      | Товарищеский матч       |                        |
| 15                     | 7 июня 2019            | Болгария               | 2:1                    | -                      | Отборочный матч ЧЕ-2020 |                        |
| 16                     | 10 июня 2019           | Черногория             | 3:0                    | -                      | Отборочный матч ЧЕ-2020 |                        |
| 17                     | 10 сентября 2019       | Черногория             | 3:0                    | -                      | Отборочный матч ЧЕ-2020 |                        |
| 18                     | 11 октября 2019        | Англия                 | 2:1                    | -                      | Отборочный матч ЧЕ-2020 |                        |
| 19                     | 14 октября 2019        | Северная Ирландия      | 2:3                    | -                      | Товарищеский матч       |                        |
| 20                     | 11 ноября 2020         | Германия               | 0:1                    | -                      | Товарищеский матч       |                        |
| 21                     | 15 ноября 2020         | Израиль                | 1:0                    | -                      | Лига наций 2020/21      |                        |
| 22                     | 18 ноября 2020         | Словакия               | 2:0                    | -                      | Лига наций 2020/21      |                        |
| 23                     | 11 октября 2021        | Беларусь               | 2:0                    | -                      | Отборочный матч ЧМ-2022 |                        |
| 24                     | 11 ноября 2021         | Кувейт                 | 7:0                    | -                      | Товарищеский матч       |                        |
| 25                     | 16 ноября 2021         | Эстония                | 2:0                    | -                      | Отборочный матч ЧМ-2022 |                        |

## Достижения
Яблонец
- Обладатель Кубка Чехии: 2012/13
- Обладатель Суперкубка Чехии:2013

 Виктория Пльзень
- Чемпион Чехии (3): 2015/16, 2017/18, 2021/22
- Обладатель Суперкубка Чехии:2015